# Pocket (サービス)
Pocket（ポケット、旧称：Read It Later）は、インターネット記事のリーディングリストを管理するためのアプリおよびWebサービスである。Firefoxを開発するMozillaが運営している。Android、BlackBerry、iOS、Kindle Fire、Kobo eReader、macOS、ウェブブラウザ、Windows、Windows Phoneに対応する。当初はデスクトップパソコンのみ対応していた。
2025年7月8日に閉鎖され、現在エクスポートのみ利用出来る。

## 機能
本サービスは、ユーザーが後読したい記事やウェブページをリモートサーバーへ保存すると、ユーザーが本サービスで使用する全デバイスに同期するPocketリストに追加され、可読性向上のための広告除去、タグ付け、テキスト設定などの機能を有する。

## 歴史
2007年8月にFirefoxの拡張機能として提供が開始された。当初はネイサン（ネイト）・ワイナー (Nathan (Nate) Weiner) が命名した「Read It Later」と称された。ユーザー数が100万人に達した頃に事務所をシリコンバレーに移転し、のちに4人が開発チームに加わった。ワイナーはティーボのようなアプリケーションをウェブコンテンツ向けに開発することと、ウェブコンテンツをどんな端末でもアクセスできることを目的としていた。
2011年にベンチャーキャピタルから250万ドル、2012年に500万ドル、そのほかに複数の匿名エンジェル投資家、ファウンデーション・キャピタル、ベースライン・ベンチャーズ、Googleベンチャーズ、ファウンダー・コレクティブから投資を受けた。Evernoteから買収の提案があったが、EvernoteがRead It Laterを合併の上でサービスを終了し、機能をEvernoteのメイン機能に組み込む計画があったことから拒否している。
サービス開始当初から無料バージョンと追加機能がある有料バージョンが提供されていたが、Pocketへ改称後は、全ての有料機能は無料および広告付無料アプリで利用可能になった。2014年5月に、記事保存容量の増量、検索機能の強化、有料サブスクリプションサービスとしてPocket Premiumの導入が実施された。
2015年6月にFirefoxウェブブラウザの標準機能として統合され、ツールバーボタンでブックマークメニューのPocketリストへリンクを追加することが可能になった。しかし、プロプライエタリサービスをオープンソースアプリケーションへ直接的に統合したこと、サードパーティーの拡張機能とは異なり完全な無効化に高度な設定を要することなどが批判を浴びた。Mozillaはこの統合に関し「Firefoxのユーザーから高評価を得て標準化を図り、統合時のコードは全てオープンソース」と弁明し、「この統合は多くのユーザーから称賛されている」と述べている。
2017年2月27日に、Firefoxの非営利開発グループの商用部門Mozilla CorporationがPocketの買収を発表した。MozillaのスタッフはPocketを独立部門として継続する一方、現在進行中の「Context Graph」プロジェクトに活用される。
2025年10月8日にサービス終了する予定。（保存済記事のエクスポートも10月8日まで）

## ユーザーベース
2015年9月時点でユーザー数は1700万人、保存記事数も1億に達している。Flipboard、Google Currents、TwitterなどいくつかのアプリケーションはPocketのAPIを使用している。

## 評価
CNETのケント・ジャーマンは「Read It Laterは通勤時や行列時に見つけたニュースなどの全ての記事を保存するのに非常に有効だ」、『PC World』のエレズ・ズーカーマンは「便利なアプリだと思ったので開発者を支援するべき」と評価する一方、『フォーブス』のビル・バロルは「Read It LaterはInstapaperと比較してあまりよくない」「自分がこよなく愛するInstapaperの見た目と比べて少し不気味」と述べている。
2013年に『TIME』の「50 Best Android Applications」に選出された。2015年には、AndroidアプリケーションがGoogleのMaterial Design Award for Adaptive Layoutを受賞した。